# Enuff Z’Nuff
Enuff Z’Nuff — американская глэм-метал-группа из Блю-Айленда, штат Иллинойс, основанная певцом Донни Ви и басистом Чипом З’Наффом. Группа дважды попадала в чарт US Hot 100; «Fly High Michelle» (#47) и «New Thing» (#67).
Чикагская группа постоянно записывалась и гастролировала на протяжении всей своей более чем 30-летней карьеры, выпустив 17 студийных альбомов и 27 официальных записей на сегодняшний день. Их песни были записаны несколькими другими музыкантами, включая Пола Гилберта, The Wildhearts и Nelson. Группа появлялась на MTV (Шоу Говарда Стерна и Позднее шоу с Дэвидом Леттерманом). Их музыка была выпущена на крупных лейблах Atco Records и Arista Records, а также на нескольких инди-лейблах.

## Характеристики
Стиль
Музыка Enuff Z’Nuff представляет собой сочетание глэм-метала, хард-рока, пауэр-попа и психоделического рока.

## Дискография
Смотри статью «Дискография Enuff Z'nuff» в англ. разделе.
- Enuff Z’Nuff (1989)
- Strength (1991)
- Animals with Human Intelligence (1993)
- 1985 (1994)
- Tweaked (1995)
- Peach Fuzz (1996)
- Seven (1997)
- Paraphernalia (1999)
- 10 (2000)
- Welcome To Blue Island (2003)
- ? (2004)
- Dissonance (2009)
- Clowns Lounge (2016)
- Diamond Boy (2018)
- Brainwashed Generation (2020)
- Hardrock Nite (2021)
- Finer than Sin (2022)